# Razbojna (berg)
Razbojna (bulgariska: Разбойна) är ett berg i Bulgarien.   Det ligger i regionen Sliven, i den centrala delen av landet, 250 km öster om huvudstaden Sofia. Toppen på Razbojna är 1 128 meter över havet.
Terrängen runt Razbojna är huvudsakligen lite kuperad. Runt Razbojna är det ganska glesbefolkat, med 26 invånare per kvadratkilometer.. Närmaste större samhälle är Kotel, 4,5 km öster om Razbojna.
I omgivningarna runt Razbojna växer i huvudsak lövfällande lövskog.